# Stanisławów (Wieluń)
Pour les articles homonymes, voir Stanisławów.
Stanisławów est une localité polonaise de la gmina de Mokrsko, située dans le powiat de Wieluń en voïvodie de Łódź.